# Magnolia sinica
Espèce
Synonymes
- Manglietia sinica (Y.W.Law) B.L.Chen & Noot.
- Manglietiastrum  sinicum Y.W.Law
- Pachylarnax  sinica (Y.W. Law) N.H. Xia & C.Y. Wu

Statut de conservation UICN

 CR D : 
En danger critique
Magnolia sinica est une espèce de plantes à fleurs de la famille des Magnoliacées. C'est un arbre endémique de Chine.

## Description
C'est un arbre.

## Répartition et habitat
Cette espèce est endémique de Chine où elle est présente dans la province du Yunnan. On la trouve entre 1 300 et 1 600 m d'altitude.